# Маков (село)
Маков — село в Каменец-Подольском районе Хмельницкой области Украины.

## История
В 1884 году в придорожном селении Маков насчитывалось 2 тыс. жителей (в том числе, 25 ремесленников), 190 домов и каменная церковь.
В 1906 году местечко Маков являлось центром Маковской волости Каменец-Подольского уезда Подольской губернии Российской империи, в нём проживали 1854 человека, действовали православная церковь и сельский банк.
В 1911 году здесь был построен и начал работу сахарный завод.
В ходе Великой Отечественной войны с 7 июля 1941 до 1 апреля 1944 года село было оккупировано немецкими войсками.
В 1950 году произошло объединение села Маков с селом-спутником Шатава.
В первой половине 1970-х годов здесь был построен оздоровительный санаторий «Украина» (начавший работу в 1975 году), в 1980-е годы - открыт зоопарк.
В мае 1995 года Кабинет министров Украины утвердил решение о приватизации находившегося здесь тепличного комбината, в июле 1995 года было утверждено решение о приватизации птицесовхоза.

## Религия
В селе находится православная церковь святого Иоанна Богослова.

## Известные уроженцы
- Володыёвский, Ежи (1620—1672) — военный деятель Речи Посполитой. Прототип Михала Ежи Володыёвского — одного из главных героев исторической трилогии Генрика Сенкевича.